# Vångavallen
Il Vångavallen è uno stadio di calcio sito a Trelleborg, in Svezia, che ospita le gare casalinghe del Trelleborg.

## Storia
Il Vångavallen in origine era uno degli stadi più piccoli dell'intera Allsvenskans, fin quando nel 2000 non venne ristrutturato. L'impianto ha una capacità di circa 10.500 spettatori e ha una tribuna per ogni lato del campo, di cui due sono provviste di seggiolini e copertura (i posti coperti sono 3.000). Il record di presenze si è fatto registrare nel 2004 in occasione di Trelleborg-Malmö FF.